# Georgia Caine
Pour les articles homonymes, voir Caine.
Georgia Caine, née à San Francisco (Californie) le 30 octobre 1876, et décédée à Hollywood le 4 avril 1964, est une actrice américaine.

## Biographie
Elle est parfois créditée Georgia Craine.

## Filmographie partielle
- 1931 : Ambassador Bill de Sam Taylor
- 1933 : Suzanne, c'est moi ! (I Am Suzanne!) de Rowland V. Lee
- 1934 : Quelle veine ! (Call It Luck) de James Tinling : Amy Lark
- 1934 : Le Comte de Monte-Cristo (The Count of Monte Cristo) de Rowland V. Lee : Mme De Rosas
- 1934 : Love Time de James Tinling : Comtesse Bertaud
- 1935 : Symphonie burlesque (The Big Broadcast of 1936) de Norman Taurog : Matronne
- 1935 : L'Enfer (Dante's Inferno) de Harry Lachman : La diseuse de bonne aventure
- 1936 : One Rainy Afternoon de Rowland V. Lee : Cecile
- 1936 : L'Ange blanc (The White Angel) de William Dieterle : Mrs. Nightingale
- 1937 : L'Aventure de minuit (It's Love I'm After) d'Archie Mayo : Mme Kane
- 1938 : L'Insoumise (Jezebel) de William Wyler : Mrs. Petion
- 1939 : Lune de miel à Bali (Honeymoon in Bali) d'Edward H. Griffith
- 1939 : Juarez de William Dieterle : Comtesse Battenberg
- 1939 : A Child Is Born de Lloyd Bacon : la mère de Mme Norton
- 1940 : L'Aventure d'une nuit (Remember the Night) de Mitchell Leisen : La mère de Lee
- 1940 : Le Gros Lot (Christmas in July) de Preston Sturges : Mrs. Ellen MacDonald
- 1940 : L'Étrangère (All This, and Heaven Too) d'Anatol Litvak : Une dame au théâtre
- 1941 : Hurry, Charlie, Hurry de Charles E. Roberts : Mrs. Georgia Whitley
- 1941 : Les Oubliés (Blossoms in the Dust) de Mervyn LeRoy : La secrétaire de Sam
- 1941 : Tu m'appartiens (You Belong to Me) de Wesley Ruggles
- 1941 : Le Grand Mensonge (The Great Lie) d'Edmund Goulding : Mrs. Pine
- 1941 : L'Entraîneuse fatale (Manpowe) de Raoul Walsh : Infirmière en chef
- 1942 : La Glorieuse Parade (Yankee Doodle Dandy), de Michael Curtiz : Une pensionnaire
- 1943 : L'Aventure inoubliable (The Sky's the Limit) d'Edward H. Griffith : Femme de ménage
- 1944 : Héros d'occasion (Hail the Conquering Hero) de Preston Sturges : Mme Truesmith
- 1944 : Femme aimée est toujours jolie (Mr. Skeffington) de Vincent Sherman : Mrs. Newton
- 1944 : Miracle au village (The Miracle of Morgan's Creek) de Preston Sturges : Mrs. Johnson
- 1947 : Oh quel mercredi ! (The Sin of Harold Diddlebock) de Preston Sturges : La femme à barbe
- 1947 : Le Mur des ténèbres (High Wall) de Curtis Bernhardt : Miss Twitchell
- 1947 : L'Amant sans visage (Nora Prentiss) de Vincent Sherman : Invitée à l'anniversaire
- 1948 : Infidèlement vôtre (Unfaithfully Yours) de Preston Sturges : Une douairière dans la loge de concert
- 1948 : Broadway mon amour (Give My Regards to Broadway) de Lloyd Bacon : Mme Waldron
- 1949 : Fiancée à vendre (Bride for Sale) de William D. Russell : Mrs. Willis
- 1949 : Mam'zelle mitraillette (The Beautiful Blonde from Bashful Bend) de Preston Sturges : Mrs. Hingleman
- 1950 : Le Fauve en liberté (Kiss Tomorrow Goodbye) de Gordon Douglas